# 헨리 모즐리 (기술자)

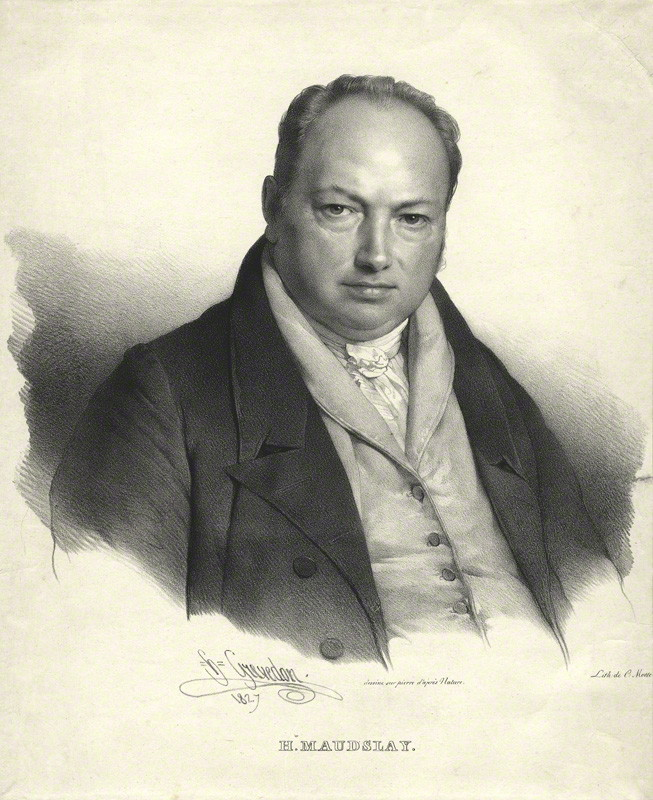
헨리 모즐리

헨리 모즐리(Henry Maudslay, 1771년 8월 22일 ~ 1831년 2월 14일)는 영국의 기술자이자 발명가이다. 공작 기계의 아버지로 불린다.